# Ribes oxyacanthoides
Ribes oxyacanthoides är en ripsväxtart som beskrevs av Carl von Linné. Ribes oxyacanthoides ingår i släktet ripsar, och familjen ripsväxter.

## Underarter
Arten delas in i följande underarter:
- R. o. cognatum
- R. o. hendersonii
- R. o. irriguum
- R. o. oxyacanthoides
- R. o. setosum